# Glyptoxanthinae
Glyptoxanthinae is een onderfamilie van kreeftachtigen uit de klasse van de Malacostraca (hogere kreeftachtigen).

## Geslacht
- Glyptoxanthus A. Milne-Edwards, 1879